# Rudawica (gromada)
Rudawica – dawna gromada, czyli najmniejsza jednostka podziału terytorialnego Polskiej Rzeczypospolitej Ludowej w latach 1954–1972.
Gromady, z gromadzkimi radami narodowymi (GRN) jako organami władzy najniższego stopnia na wsi, funkcjonowały od reformy reorganizującej administrację wiejską przeprowadzonej jesienią 1954 do momentu ich zniesienia z dniem 1 stycznia 1973, tym samym wypierając organizację gminną w latach 1954–1972.
Gromadę Rudawica z siedzibą GRN w Rudawicy utworzono – jako jedną z 8759 gromad na obszarze Polski – w powiecie żagańskim w woj. zielonogórskim na mocy uchwały nr V/29/54 WRN w Zielonej Górze z dnia 5 października 1954. W skład jednostki weszły obszary dotychczasowych gromad Rudawica, Trzebów, Łozy, Żelisław i Dobre n/Kwisą ze zniesionej gminy Świętoszów w tymże powiecie oraz obszar dotychczasowej gromady Pruszków ze zniesionej gminy Małomice w powiecie szprotawskim w tymże województwie. Dla gromady ustalono 11 członków gromadzkiej rady narodowej.
1 stycznia 1972 do gromady Rudawica włączono tereny o powierzchni 593 ha z miasta Żagań w tymże powiecie; z gromady Rudawica wyłączono natomiast tereny o powierzchni 70 ha, włączając je do Żagania.
Gromada przetrwała do końca 1972 roku, czyli do kolejnej reformy gminnej.